# República de Cospaia
A República de Cospaia foi um pequeno Estado na Itália, localizado no norte da Úmbria, independente de 1440 a 1826. Foi localizado no que é agora a aldeia de (fração comunal) de Cospaia [it] da comuna de San Giustino na Província de Perúgia.

## História
Cospaia foi durante séculos uma pequena república independente, situada entre os Estados Papais e a República de Florença (posteriormente o Grão-ducado da Toscana). Obtendo inesperadamente a independência em 1441, quando o papa Eugênio IV, que estava lutando com o Concílio de Basileia, vendeu o território de Sansepolcro para o República de Florença. Por erro na designação da fronteira, uma pequena faixa de terra não foi incluído no tratado que marcou os limites, e seus habitantes foram rápidos em declarar a independência. O mal-entendido surgiu do fato de que, cerca de 500 metros do rio que tinha que traçar a linha (chamado simplesmente de "Rio"), era um rio do mesmo nome. Os delegados à República de Florença considerado como uma nova fronteira "River" rio, localizado mais ao norte; os delegados dos Estados da Igreja considerado bastante a fronteira mais ao sul. Isto criou uma espécie de terra de ninguém, que declarou a independência e foi reconhecida em 1484.
Cospaia também tinha uma bandeira oficial, que ainda é usada às vezes.
Embora o território abrangesse apenas cerca de 1,34 km²(2 km de comprimento e 500 m de largura), os habitantes fizeram uso da situação e aproveitaram a oportunidade para desenvolver um dos primeiros centros de produção de rapé na Itália. Mesmo hoje certas variedades de rapé são definidos pelo nome de Cospaia. Depois de vários séculos de existência, Cospaia tornou-se um refúgio comerciantes de rapé, considerados pelos estados vizinhos contrabandistas, onde esse produto foi proibido. Em 25 de maio de 1826 Cospaia foi dividida entre o Grão-ducado da Toscana e os Estados Papais. O tratado foi assinado pelos catorze membros sobreviventes de Cospaia, em troca de uma moeda de prata, e ser autorizados a plantar até meio milhão de plantas de tabaco por ano.

## Economia

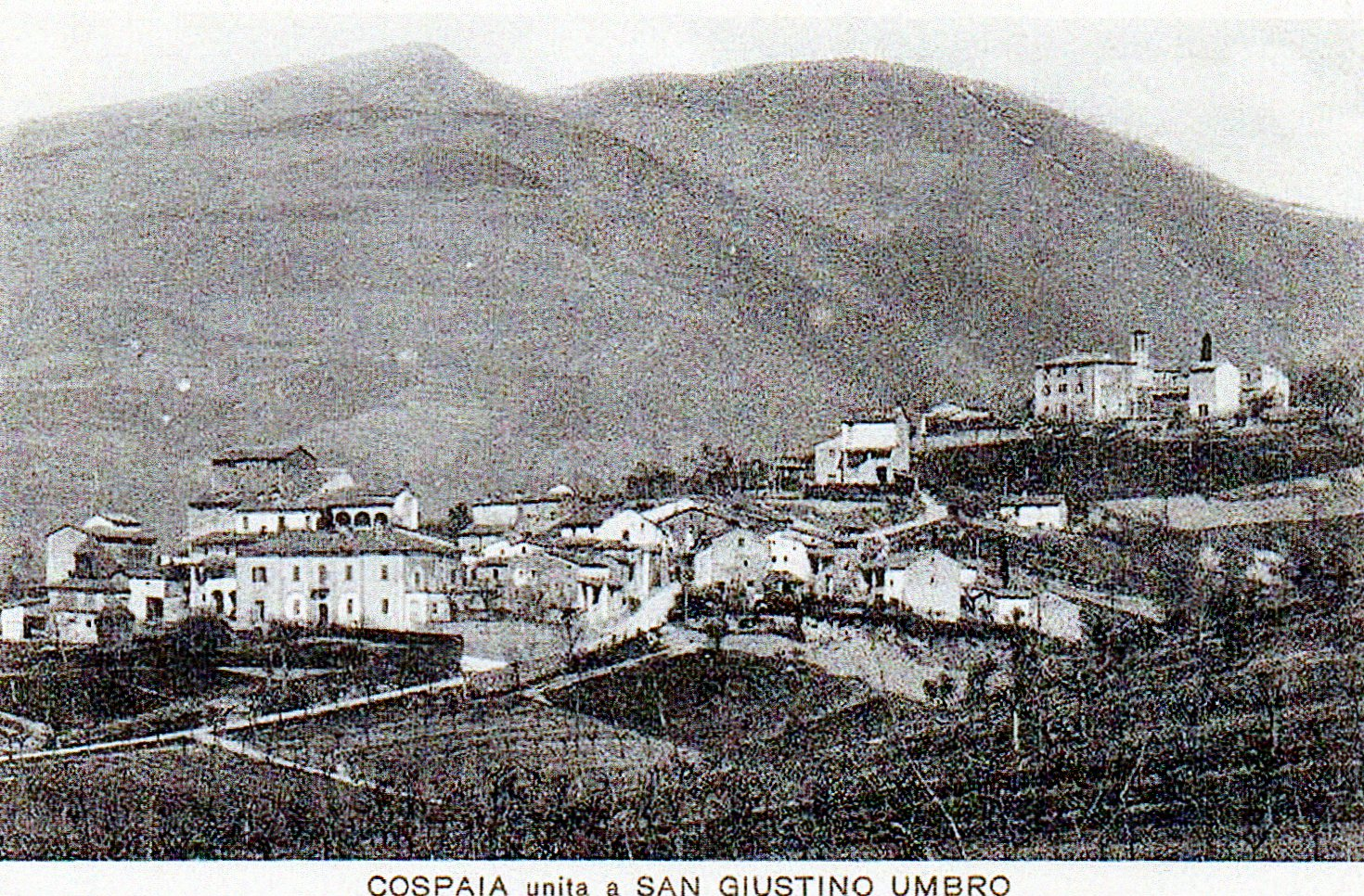

Cospaia era um centro adiantado de produção de tabaco na Itália, usando 25 hectares de solo fértil para crescer. Cada cidadão recebeu uma moeda de prata da igreja para ajudar a convencê-los a continuar cultivando tabaco.[carece de fontes?] Uma das razões para a prosperidade de Cospaia foi que era o único lugar na Itália que não seguiu com a proibição papal do cultivo do tabaco, garantindo assim um monopólio da produção.

## Governo
A República da Cospaia não tinha um governo formal ou sistema legal oficial. Não havia prisões e não havia exército permanente ou força policial dentro da minúscula nação.[carece de fontes?] Havia um conselho de anciãos e uma família de chefes que governavam em um ponto, com a Igreja da Anunciação como sede.[carece de fontes?]